# Rudy Toombs
Rudolph „Rudy“ Toombs (* 1914 in Monroe, Louisiana, USA; † 28. November 1962 in New York City, New York, USA) war ein US-amerikanischer Songwriter.

## Biografie
Toombs wurde 1914 in Monroe, Louisiana, geboren. Er begann als Sänger und Tänzer im Varieté und wurde später in den 1950er und 1960er Jahren ein produktiver Texter und Komponist von Doo-Wop und Rhythm-and-Blues-Songs. Zeitweise arbeitete er für Atlantic Records, wo er Songs für Ahmet Ertegün schrieb und arrangierte. Toombs wurde 1962 im Flur seines Wohnhauses in Harlem von Einbrechern ermordet.

## Bekannte Songs von Rudy Toombs (Auswahl)
- Teardrops from My Eyes, Platz 1 der R&B-Charts für Ruth Brown (1950)
- One Mint Julep, ein Hit für The Clovers (1952), vielfach gecovert, 1961 eine R&B-Nummer 1 für Ray Charles (instrumental)
- One Bourbon, One Scotch, One Beer, Platz 2 der R&B-Charts für Amos Milburn 1953; bekannte Coverversionen stammen u. a. von John Lee Hooker (1966) und George Thorogood (1977)
- Gum Drop, ein Hit für Otis Williams (1955), erfolgreich gecovert von The Crew-Cuts (1955)
- I’m Shakin’, ein Hit für Little Willie John (1960), gecovert u. a. von The Blasters (1981), Long John Baldry (1996), Jack White (2012) und Willy Moon (2013)
- Lonesome Whistle Blues, geschrieben zusammen mit Alan Moore und Elson Teat, gecovert u. a. von Freddie King (1961), Chicken Shack (1968) und Joe Bonamassa (2016 auf dem Album Live at the Greek Theatre)[3]